# Megaselia griseipennis
Megaselia griseipennis är en tvåvingeart som först beskrevs av Santos Abreu 1921.  Megaselia griseipennis ingår i släktet Megaselia och familjen puckelflugor. Inga underarter finns listade i Catalogue of Life.